# Беки (Асти)
Беки је насеље у Италији у округу Асти, региону Пијемонт.
Према процени из 2011. у насељу је живело 13 становника. Насеље се налази на надморској висини од 240 м.